# Monte Brulé
Il mont Brulé (pron. fr. AFI: [mɔ̃ bʁyle]; grafia alternativa omofona mont Brûlé, anche mont Braoulé ([mɔ̃ bʁayle]) - 3.538 m s.l.m.) è una vetta delle Alpi Pennine che si trova lungo la linea di confine tra l'Italia e la Svizzera.

## Descrizione
Dal versante italiano si trova al fondo della Valpelline e dalla parte svizzera si trova al termine della val d'Herens.

## Toponimo
Sebbene Brûlé in francese significhi "bruciato", l'abbé Joseph-Marie Henry svela che il toponimo deriva del termine francoprovenzale breuil, che in patois valdostano indica un ripiano lacustre e paludoso di alta montagna, come per il Breuil. Il termine broillà, da cui deriva il nostro Brûlé indica quindi un monte con molti breuils.

## La prima scalata
La prima ascensione alla vetta avvenne il 6 agosto 1882 da parte di Alphonse Chambrelent, André Michelin, Édouard Michelin, Pierre Puiseux, Bernard Wolff e Marc Wolff.
Dal versante italiano è possibile salire sulla vetta partendo dal rifugio Nacamuli al Col Collon. Dal rifugio si sale al colle Collon e poi passando per la punta Kurz si arriva alla vetta.
Dal versante svizzero è possibile partire dal refuge des Bouquetins (2.980 m) raggiungere il colle Collon e poi la vetta per lo stesso itinerario via Punta Kurz.